# Líska obecná
Líska obecná (Corylus avellana) je keř z čeledi břízovité. Vyskytuje se v Evropě, v přilehlých oblastech Asie a v severní Africe.
Je blízce příbuzná s habrem obecným, který býval dříve řazen také do čeledi lískovitých.
Latinské druhové jméno (avellana) odkazuje na starobylé italské město Abella (v současnosti Avella), v provincii Avellino v Kampánii. Tento region je pěstováním lísky obecné znám od starověku.

## Vzhled
Líska je rozložitý keř vysoký obvykle 3–4 m, ale může dorůstat až 8 m. Koruna může dosahovat až 10 m v průměru. Borka (kůra) je hnědošedá, relativně hladká, pouze ve stáří rozpraskaná. Maximální věk lísky je 80 až 100 let.
Listy jsou opadavé, střídavě postavené, mírně chlupaté, vejčité až kulaté s hrotem na konci. Okraj mají dvojitě pilovitý. Řapík je 1–2 cm dlouhý.
Kvete brzy od února do dubna ještě před vyrašením listů. Samčí květy jsou výrazné 3 až 7 cm dlouhé jehnědy, které se zakládají již na podzim. Samičí květenství jsou nenápadné pupence s malou vyčnívající fialovočervenou bliznou.
Plody jsou typické hnědé oříšky, které dozrávají koncem léta. Vyrůstají samostatně nebo častěji ve skupinách až po 5 kusech. Jsou kulovité s malým hrotem na konci a kryje je zvonkovitý zelený až hnědozelený obal tvořený srostlými listeny.

## Výskyt
Oblast rozšíření lísky pokrývá velkou část Evropy, Malé Asie a Kavkazu. Na severu zasahuje areál rozšíření až na Orkneje a v Norsku až k polárnímu kruhu. Ve Švédsku je rozšířena do 64. stupně a ve Finsku do 63. stupně zeměpisné šířky.
Líska je v jižních oblastech rozšířena v podstatně vyšších nadmořských výškách než v severních oblastech. Horní hranice rozšíření v pohořích jako jsou Krušné hory nebo Vogézy je 800 metrů, v severních Alpách 1200 m, v Korutanech 1600 m a v Makedonii až 1500 m.
V ČR roste líska prakticky po celém území, od nížin do podhůří, nejčastěji na okrajích lesů, v křovinách, okolích cest i u vodních toků. Uchytí se na hlinitých a výživných spíše alkalických půdách s dostatkem vláhy.

### Pěstování

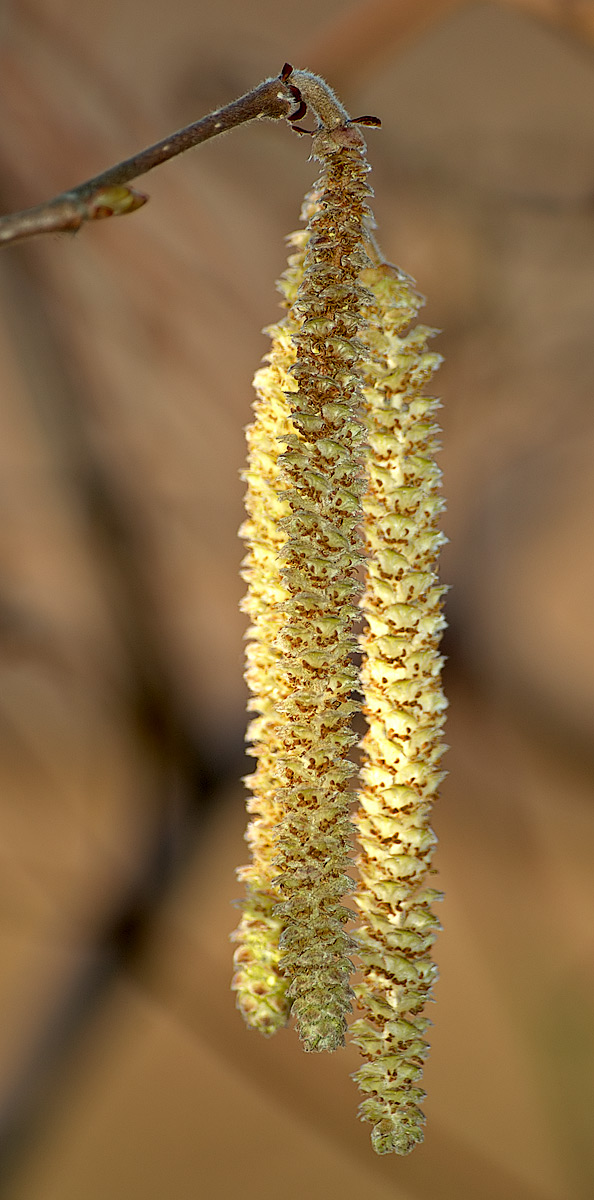
Jehnědy - samčí květenství lísky

Často se vysazuje zejména pro své hospodářské využití, ale i pro okrasu. Existuje několik kultivarů, které se množí řízkováním nebo roubováním. Snáší i znečištěnější ovzduší.

## Využití

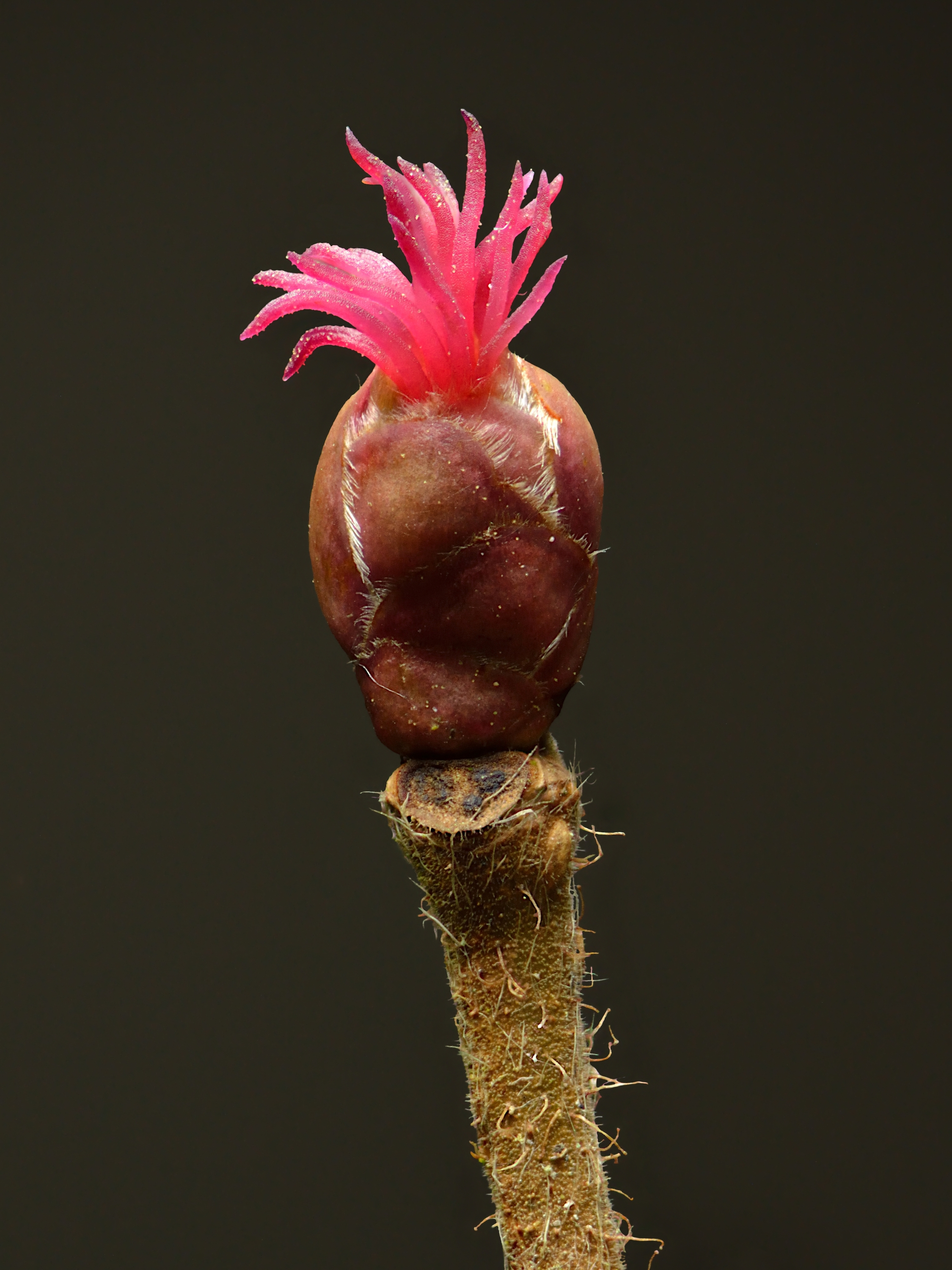
Samičí květy

### Oříšky
Hlavním využitím lísky jsou její plody. Obsahují kolem 60 % tuků a až 20 % cukrů. Používají se v potravinářství hlavně při výrobě čokolád a dalších cukrovinek. Olej z lisování oříšků se kromě potravinářství používá i v kosmetice a malířství.
Většina v obchodní síti prodávaných ořechů však pochází z příbuzné lísky největší (Corylus maxima), jejich největším světovým producentem je černomořský region v Turecku.

### Dřevo
Dřevo lísky je poměrně měkké, ale dobře ohebné. Používá se hlavně v řezbářství a košíkářství. Dříve se používalo i v nábytkářství; dnes tato oblast použití zůstává vyhrazena spíše pro lidové umění.

## Kořenový systém
Líska obecná má velmi silně rozvětvený kořenový systém. Mimo hlavní kořen tvoří silné postranní kořeny, které se nacházejí nepříliš daleko, ale v blízkosti povrchu. Nejhustší síť kořenů je v hloubce 30–40 cm. Průměrná délka kořenů je tři až čtyři metry. Proto má líska negativní vliv na sousední plodiny. Tvoří ektomykorhizu např. s následujícími velkými houbami: lanýž černovýtrusý (Tuber melanosporum), lanýž letní (Tuber aestivum), lanýž zimní (Tuber brumale), také s muchomůrkou růžovkou (Amanita rubescens), hřibem smrkovým (Boletus edulis) a Cenococcum geophilum.

## Léčitelství
Používají se zejména listy, které se sbírají v červenci. Obsahují silici, třísloviny, sacharidy, jim příbuzné glykosidy a další látky, které mají léčivý vliv zejména na trávicí soustavu – působí protiprůjmově, močopudně a svíravě (např. při zánětech střev). V dnešní době se však k těmto účelům příliš nevyužívá, zejména pro svůj relativně nízký účinek.
Líska obecná obsahuje množství antioxidantů a také vysokou koncentraci zdravých tuků, které mohou zvýšit antioxidační potenciál a snížit hladinu cholesterolu v krvi. Vysoký obsah mastných kyselin, vlákniny, antioxidantů, draslíku a hořčíku v lískových ořeších pomáhá také relativně normalizovat krevní tlak. 

## Lidová kultura

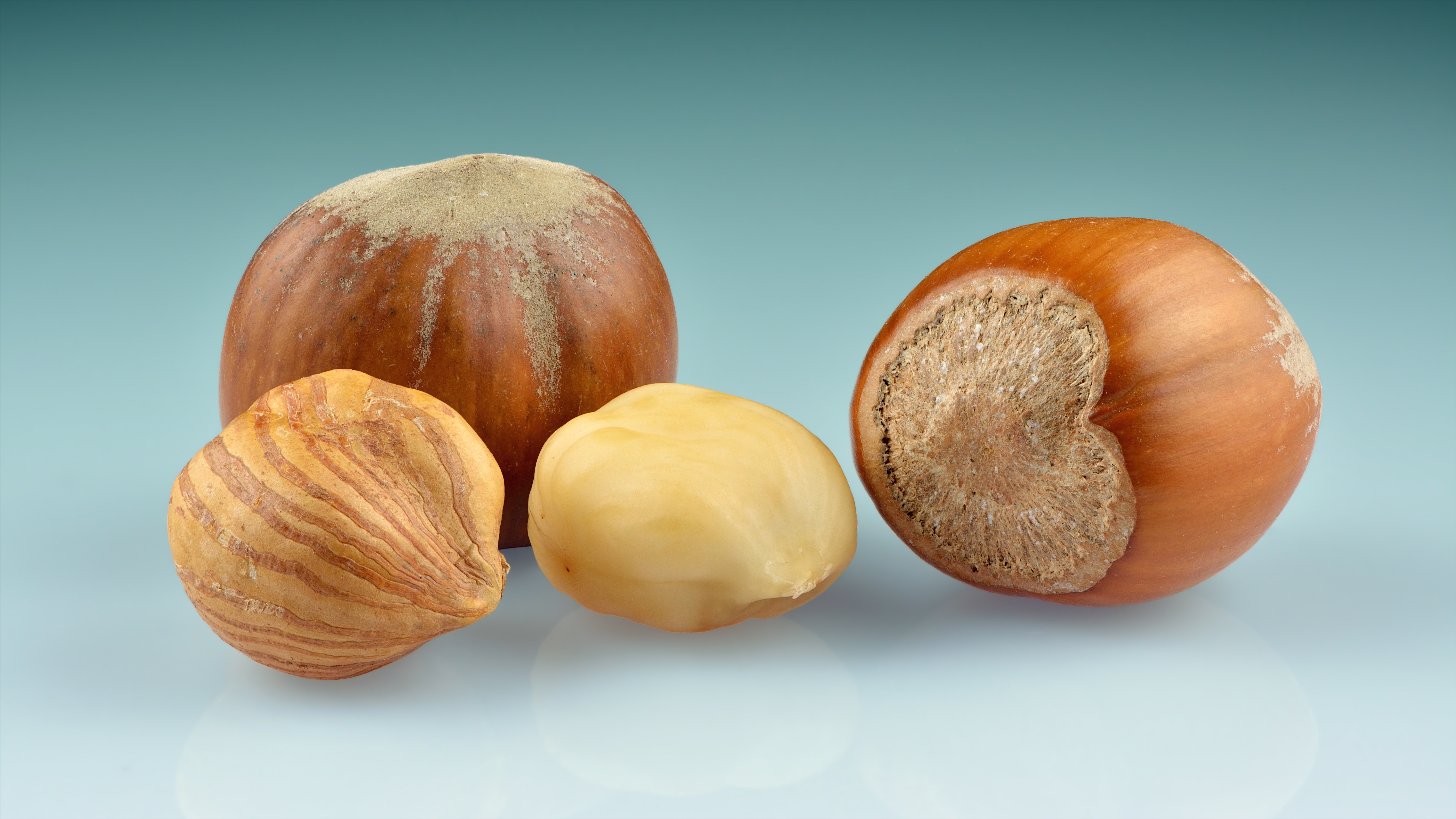
Oříšek lísky ve skořápce a bez skořápky

Líska bývá spojována s moudrostí, bůh Hermés z ní má vyrobenu svojí hůl caduceus. Stejně tak nosí lískovou hůl Ódin a nosili ji keltští soudci. Je s ní také spojován Thór, jehož kladivo mělo topůrko právě z lísky a pruty byly zapichovány kolem Thingu.
Bývá také spojována s podsvětím. Keltové v době halštatské pokládali své mrtvé na lože z lískových větví a Alamani zapichovali lískové pruty do hrobů. V severní Evropě před příchodem křesťanství se mladíci převlékali během zimního slunovratu do kožešin a bičovali lidi a dobytek lískovými pruty. Měli ztělesňovat duchy mrtvých.
V lidové víře je to také keř chránící před škodlivou magií a přírodními katastrofami. Antroposofové vysazovali lísku jako ochranu kolem Goetheana. Především však byla spojována s ochranou před hady, podle legendy sv. Patrik vyhnal hady z Irska pomocí lískové hole. Zároveň se však pod kořeny starých lísek napadených jmelím nachází haselwurm (lískový červ), had s bílou korunkou, jehož snědení dodá člověku zázračnou moudrost a moc.
Lískové pruty slouží také k přivolání deště, jak ukazují i inkviziční protokoly z 17. století, kde je napsáno: „Ďábel předal čarodějnici lískový prut a poručil jí, aby s ním mrskla o vodu v potoce. Poté nastala průtrž mračen.“ Zároveň sloužily i k uklidnění počasí.
Dále je líska spojována s plodností a sváděním. Lískový prut byl věšen nad postel manželům na léčení bezdětnosti a těhotné ženy nosily větvičku s oříšky. V němčině znamená „in die Haseln gehen“ tedy „jít do lískového keře“ jít souložit.